# Luis Vera Avendaño
Luis Vera Avendaño (Concepción, Región del Bio Bio, Chile, 22 de diciembre de 1929 - Concepción, 28 de junio de 2014) fue un futbolista y director técnico de larga trayectoria en el fútbol chileno. Fue jugador y entrenador de la Selección Chilena de fútbol. Falleció en 2014 a los 84 años de edad.

## Trayectoria
Luis Vera se inició futbolísticamente en el club Juvenil Unido, pasando a Lord Cochrane y luego a Fanaloza en el Campeonato Regional de Fútbol de la Región del Bio Bio. En 1951 da el paso al profesionalismo en el club Audax Italiano, donde lograría el campeonato de la Primera División de 1957.
Después de abandonar el fútbol profesional inició su carrera como entrenador en el Club Deportivo Universitario de Concepción, logrando el título del Campeonato Regional en 1962. Al año siguiente asume en Huachipato donde conquista el Campeonato Regional en 1964 y el título de la Segunda División en 1966, logrando el ascenso por primera vez del cuadro acerero a la Primera División.
En 1969 asume la banca de Deportes Concepción, equipo con el cual más se le identifico, al club lila lo dirigió por diez años en distintos periodos, logrando entre otras cosas el subcampeonato de Segunda División en 1984 y el ascenso a Primera división, y ganar la Liguilla Pre-Libertadores 1990 clasificando al club a Copa Libertadores por primera vez en su historia. 
Dirigió además a O'Higgins de Rancagua, Universidad Católica, Naval de Talcahuano, Lota Schwager y Universidad de Concepción, equipo del que fue su primer director técnico en 1994 y 1995.

### Selección nacional
Fue seleccionado de Chile en catorce oportunidades desde 1954 a 1959, incluyendo el Campeonato Sudamericano 1955, las Clasificatorias para el Mundial de Suecia 1958 y el Campeonato Sudamericano 1959 de Argentina.
Como director técnico dirigió junto a Raúl Pino a la Selección de fútbol de Chile en nueve partidos durante 1971, incluyendo la Copa Carlos Dittborn y la Copa Juan Pinto Durán 1971.

## Clubes

### como jugador
| Club           | País  | Año       |
| -------------- | ----- | --------- |
| Audax Italiano | Chile | 1951-1959 |

### como entrenador
| Club                         | País  | Año                   |
| ---------------------------- | ----- | --------------------- |
| Club Universitario           | Chile | 1962                  |
| Huachipato                   | Chile | 1963-1968             |
| Deportes Concepción          | Chile | 1969-1972             |
| O'Higgins de Rancagua        | Chile | 1973                  |
| Universidad Católica         | Chile | 1974                  |
| Deportes Naval de Talcahuano | Chile | 1976                  |
| Deportes Concepción          | Chile | 1978-1979             |
| Lota Schwager                | Chile | 1980                  |
| Huachipato                   | Chile | 1979-1982             |
| Deportes Concepción          | Chile | 1984                  |
| Huachipato                   | Chile | 1985; 1986-1987       |
| Deportes Concepción          | Chile | 1987; 1990; 1992-1993 |
| Universidad de Concepción    | Chile | 1994-1995             |